# Little Lost Creek (Warren County, Missouri)
Der Little Lost Creek ist ein Bach im Warren County, US-Bundesstaat Missouri.
Er entspringt einem Teich auf rund 270 Metern Seehöhe nördlich des Missouri River und des Ozark-Plateau. Auf 157 Meter Seehöhe mündet er in den Lost Creek. Der wichtigste Zufluss des Little Lost Creek trägt den Namen Watkins Branch.
Ein großer Teil des Baches befindet sich in einem Naturschutzgebiet (Little Lost Creek Conservation Area) und beheimatet Fische wie Luxilus zonatus, Chrosomus erythrogaster – farbenfrohe Vertreter aus der Familie der Karpfenfische – oder den Springbarsch Etheostoma punctulatum.